# Piacenza Football Club 1998-1999
Questa voce raccoglie le informazioni riguardanti il Piacenza Football Club nelle competizioni ufficiali della stagione 1998-1999.

## Stagione

Simone Inzaghi (a sinistra), alla sua terza e ultima esperienza a Piacenza, s'impone quale migliore marcatore della squadra; qui posa con il fratello Filippo in occasione della trasferta sul campo della Juventus.

La stagione 1998-1999 si apre con la mancata riconferma di Vincenzo Guerini, nonostante la salvezza ottenuta nel campionato 1997-1998; al suo posto viene assunto come nuovo allenatore Giuseppe Materazzi, reduce da tre esoneri consecutivi. La rosa viene sensibilmente ringiovanita, attraverso le cessioni di alcuni giocatori anziani (Marco Rossi, Scienza, Valoti, Bordin, Murgita) e l'innesto di diversi nuovi elementi, tra cui Alessandro Lucarelli e Simone Inzaghi, prodotti del vivaio rientrati dai prestiti in Serie C. Viene inoltre acquistato Ruggiero Rizzitelli, di rientro in Italia dopo due stagioni nel Bayern Monaco.
Trascinato dall'eccellente stato di forma di Giovanni Stroppa e dalle reti della rivelazione Simone Inzaghi (che relega in panchina Davide Dionigi e Ruggero Rizzitelli), il Piacenza allenato da Materazzi si segnala per un calcio di buona qualità per tutto il girone d'andata. Nel girone di ritorno, pur disputando partite di alto livello (come la vittoria per (5-0) sul Bologna, punteggio record degli emiliani in Serie A, e il successo in rimonta sull'Udinese) (4-3) nell'anticipo pasquale, il Piacenza si trova coinvolto nella lotta per non retrocedere: ottiene la salvezza solo all'ultima giornata, grazie al pareggio (1-1) nello scontro diretto con la Salernitana, che condanna i campani alla retrocessione. In questa stagione si registrano diversi record del Piacenza nella massima serie (poi battuti nel corso della stagione 2001-2002): punti conquistati (41), miglior piazzamento (12º posto), miglior marcatore stagionale (Simone Inzaghi, con 15 reti, poi battuto da Dario Hübner).
Nella Coppa Italia i biancorossi sono entrati in scena nei sedicesimi di finale, ma hanno lasciato subito il trofeo, vincendo a Lecce, ma perdendo in casa contro i salentini dopo i tempi supplementari, che sono passati agli ottavi.

## Divisa e sponsor
Il fornitore ufficiale di materiale tecnico per la stagione 1998-1999 fu Lotto. Dopo una stagione senza sponsorizzazioni, la società adotta un duplice sponsor: Copra per le partite casalinghe, e Dac per quelle in trasferta.
| Casa | Trasferta | Terza divisa |

## Organigramma societario
Area direttiva
- Presidente: Stefano Garilli
- Vicepresidente: Fabrizio Garilli
- Segretario: Giovanni Rubini

Area tecnica
- Direttore sportivo: Gian Pietro Marchetti
- Allenatore: Giuseppe Materazzi
- Allenatore in 2ª e Primavera: Maurizio Braghin
- Allenatore dei portieri: Rino Gandini
- Preparatore atletico: Gianfranco Baggi

Area sanitaria
- Medici sociali: Augusto Terzi e Biagio Costantino
- Massaggiatore: Riccardo Bottigelli e Francesco Ceglie
- Fisioterapista:Carlo Civetta

## Rosa
| N. |                   | Ruolo | Calciatore                    |
| -- | ----------------- | ----- | ----------------------------- |
| 1  | Italia (bandiera) | P     | Valerio Fiori                 |
| 2  | Italia (bandiera) | D     | Gianluca Lamacchi             |
| 3  | Italia (bandiera) | D     | Gian Paolo Manighetti         |
| 4  | Italia (bandiera) | C     | Alessandro Mazzola (capitano) |
| 5  | Italia (bandiera) | D     | Pietro Vierchowod             |
| 6  | Italia (bandiera) | D     | Alessandro Lucarelli          |
| 7  | Italia (bandiera) | A     | Massimo Rastelli              |
| 8  | Italia (bandiera) | C     | Paolo Cristallini             |
| 9  | Italia (bandiera) | A     | Davide Dionigi                |
| 10 | Italia (bandiera) | C     | Giovanni Stroppa              |
| 11 | Italia (bandiera) | A     | Gianpietro Piovani            |
| 12 | Italia (bandiera) | P     | Mirco Scrocchi                |
| 13 | Italia (bandiera) | D     | Stefano Sacchetti             |
| 14 | Italia (bandiera) | C     | Renato Buso                   |
| 15 | Italia (bandiera) | D     | Daniele Delli Carri           |

| N. |                   | Ruolo | Calciatore              |
| -- | ----------------- | ----- | ----------------------- |
| 16 | Italia (bandiera) | D     | Giordano Caini          |
| 17 | Italia (bandiera) | C     | Andrea Giuliani         |
| 18 | Italia (bandiera) | C     | Daniele Moretti         |
| 19 | Italia (bandiera) | A     | Ruggero Rizzitelli      |
| 20 | Italia (bandiera) | A     | Simone Inzaghi          |
| 21 | Italia (bandiera) | D     | Cleto Polonia           |
| 22 | Italia (bandiera) | P     | Sergio Marcon           |
| 23 | Italia (bandiera) | C     | Stefano Turi            |
| 24 | Italia (bandiera) | P     | Michele Nicoletti       |
| 25 | Italia (bandiera) | C     | Adolfo Daniele Speranza |
| 26 | Italia (bandiera) | D     | Francesco Varrenti      |
| 27 | Italia (bandiera) | D     | Daniele Cozzi           |
| 28 | Italia (bandiera) | D     | Mauro Barberini         |
| 29 | Italia (bandiera) | D     | Andrea Maccagni         |
| 30 | Italia (bandiera) | C     | Francesco Statuto       |

## Calciomercato

### Sessione estiva
| Acquisti | Acquisti              | Acquisti      | Acquisti                    |
| R.       | Nome                  | da            | Modalità                    |
| -------- | --------------------- | ------------- | --------------------------- |
| P        | Valerio Fiori         | Fiorentina    | svincolato                  |
| D        | Giordano Caini        | Reggiana      | svincolato                  |
| D        | Gianluca Lamacchi     | Pescara       | definitivo                  |
| D        | Alessandro Lucarelli  | Leffe         | fine prestito               |
| D        | Gian Paolo Manighetti | Bari          | definitivo                  |
| C        | Renato Buso           | Lazio         | riscatto comproprietà       |
| C        | Paolo Cristallini     | Bologna       | comproprietà (2 miliardi ₤) |
| C        | Daniele Moretti       | Pescara       | fine prestito               |
| A        | Davide Dionigi        | Milan         | riscatto comproprietà       |
| A        | Simone Inzaghi        | Brescello     | fine prestito               |
| A        | Ruggero Rizzitelli    | Bayern Monaco | svincolato                  |

| Cessioni | Cessioni           | Cessioni     | Cessioni                    |
| R.       | Nome               | a            | Modalità                    |
| -------- | ------------------ | ------------ | --------------------------- |
| P        | Matteo Sereni      | Sampdoria    | fine prestito               |
| D        | Marco Rossi        |              | svincolato                  |
| D        | Paolo Tramezzani   | Tottenham    | definitivo (4,5 miliardi ₤) |
| C        | Roberto Bordin     | Triestina    | svincolato                  |
| C        | Luca Matteassi     | Rimini       | prestito                    |
| C        | Marco Piovanelli   | Lazio        | riscatto comproprietà       |
| C        | Giuseppe Scienza   | Torino       | svincolato                  |
| C        | Andrea Tagliaferri | Pro Patria   | prestito                    |
| C        | Aladino Valoti     | Lucchese     | svincolato                  |
| A        | Gabriele Ballotta  | Baracca Lugo | prestito                    |
| A        | Roberto Murgita    | Napoli       | definitivo (3 miliardi ₤)   |
| A        | Fabian Valtolina   | Venezia      | definitivo                  |
| A        | Francesco Zerbini  | Lecco        | prestito                    |

### Sessione autunnale-invernale
| Acquisti | Acquisti          | Acquisti | Acquisti   |
| R.       | Nome              | da       | Modalità   |
| -------- | ----------------- | -------- | ---------- |
| P        | Michele Nicoletti | Como     | definitivo |
| C        | Francesco Statuto | Roma     | prestito   |

| Cessioni | Cessioni        | Cessioni | Cessioni   |
| R.       | Nome            | a        | Modalità   |
| -------- | --------------- | -------- | ---------- |
| C        | Daniele Moretti | Siena    | definitivo |

## Risultati

### Serie A

#### Girone di andata
| Arbitro: | Farina (Novi Ligure) |

|                |           |               |
| S. Inzaghi 87’ | Marcatori | 73’ Stankovic |

| Arbitro: | Pellegrino (Barcellona Pozzo di Gotto) |

|                    |           |  |
| Ronaldo 65’ (rig.) | Marcatori |  |

| Arbitro: | Bettin (Padova) |

|                                |           |  |
| Polonia 45’ Dionigi 78’ (rig.) | Marcatori |  |

| Arbitro: | Pellegrino (Barcellona Pozzo di Gotto) |

|               |           |  |
| F. Inzaghi 8’ | Marcatori |  |

| Arbitro: | Collina (Viareggio) |

|                                                                 |           |                   |
| Vierchowod 2’ S. Inzaghi 42’ (rig.) Manighetti 72’ Rastelli 86’ | Marcatori | 28’ (rig.) Ortega |

| Arbitro: | Rodomonti (Teramo) |

|                                 |           |                    |
| Nervo 49’ K. Andersson 54’, 78’ | Marcatori | 56’ (aut.) Mangone |

| Arbitro: | Pellegrino (Barcellona Pozzo di Gotto) |

|                |           |            |
| S. Inzaghi 44’ | Marcatori | 90+1’ Ganz |

| Arbitro: | Bazzoli (Merano) |

|                           |           |                         |
| Muzzi 20’, 61’ Kallon 54’ | Marcatori | 38’ Buso 57’ S. Inzaghi |

| Arbitro: | Racalbuto (Gallarate) |

|                                                                  |           |                                         |
| Rastelli 12’ S. Inzaghi 29’ (rig.) Cristallini 59’ Piovani 90+4’ | Marcatori | 23’ (rig.) Rui Costa 40’ (rig.) Edmundo |

| Arbitro: | Bettin (Padova) |

|           |           |  |
| Poggi 40’ | Marcatori |  |

| Arbitro: | Tombolini (Ancona) |

|                 |           |  |
| Nakata 20’, 50’ | Marcatori |  |

| Piacenza 6 dicembre 1998 12ª giornata | Piacenza        | 0 – 0 referto | Empoli | Stadio Leonardo Garilli\| Arbitro: \| Cesari (Genova) \| |
| Arbitro:                              | Cesari (Genova) |               |        |                                                          |

| Venezia 13 dicembre 1998 13ª giornata | Venezia         | 0 – 0 referto | Piacenza | Stadio Pierluigi Penzo\| Arbitro: \| Treossi (Forlì) \| |
| Arbitro:                              | Treossi (Forlì) |               |          |                                                         |

| Arbitro: | Rodomonti (Teramo) |

|                                      |           |                             |
| Piovani 19’ Stroppa 41’ Rastelli 89’ | Marcatori | 37’ Masinga 90+2’ Innocenti |

| Arbitro: | Bolognino (Milano) |

|                              |           |                                 |
| Di Francesco 26’ Tommasi 53’ | Marcatori | 38’ Stroppa 48’ (aut.) Dal Moro |

| Arbitro: | Treossi (Forlì) |

|                                            |           |                                                                 |
| S. Inzaghi 17’, 75’ (rig.) Cristallini 57’ | Marcatori | 13’ (aut.) Cristallini 51’, 63’, 64’ Balbo 67’ Fuser 83’ Crespo |

| Arbitro: | Cesari (Genova) |

|           |           |             |
| Fresi 19’ | Marcatori | 57’ Dionigi |

#### Girone di ritorno
| Arbitro: | Collina (Viareggio) |

|                                                       |           |          |
| Mihajlovic 10’ Salas 59’ Stankovic 78’ R. Mancini 82’ | Marcatori | 58’ Buso |

| Piacenza 31 gennaio 1999 19ª giornata | Piacenza          | 0 – 0 referto | Inter | Stadio Leonardo Garilli\| Arbitro: \| Messina (Bergamo) \| |
| Arbitro:                              | Messina (Bergamo) |               |       |                                                            |

| Arbitro: | Bettin (Padova) |

|                |           |  |
| Ambrosetti 10’ | Marcatori |  |

| Arbitro: | Messina (Bergamo) |

|  |           |                                        |
|  | Marcatori | 45’ (aut.) Manighetti 90+6’ Birindelli |

| Arbitro: | De Santis (Tivoli) |

|                                           |           |                                |
| Montella 22’ (rig.) Laigle 33’ Ortega 57’ | Marcatori | 70’ Piovani 81’ (rig.) Dionigi |

| Arbitro: | De Santis (Tivoli) |

|                                                                        |           |  |
| S. Inzaghi 20’ (rig.), 37’ (rig.), 87’ Rastelli 43’ Piovani 85’ (rig.) | Marcatori |  |

| Arbitro: | Cesari (Genova) |

|              |           |  |
| Bierhoff 43’ | Marcatori |  |

| Arbitro: | Cesari (Genova) |

|                                     |           |  |
| S. Inzaghi 9’ (rig.) Vierchowod 81’ | Marcatori |  |

| Arbitro: | Collina (Viareggio) |

|                                |           |                       |
| Batistuta 6’ C. Esposito 90+1’ | Marcatori | 72’ (rig.) S. Inzaghi |

| Arbitro: | Bettin (Padova) |

|                                                                  |           |                                     |
| Piovani 13’ S. Inzaghi 44’ (rig.) Vierchowod 62’ Cristallini 71’ | Marcatori | 5’ Jorgensen 9’ Bachini 36’ Pierini |

| Arbitro: | Farina (Novi Ligure) |

|                               |           |  |
| Lamacchi 90’ S. Inzaghi 90+6’ | Marcatori |  |

| Arbitro: | Racalbuto (Gallarate) |

|           |           |                         |
| Fusco 67’ | Marcatori | 68’ Mazzola 88’ Dionigi |

| Arbitro: | De Santis (Tivoli) |

|  |           |            |
|  | Marcatori | 5’ Maniero |

| Arbitro: | Messina (Bergamo) |

|                                                 |           |             |
| De Ascentis 5’ Masinga 84’ Giorgetti 90’ (rig.) | Marcatori | 10’ Dionigi |

| Arbitro: | Bolognino (Milano) |

|                          |           |  |
| Rastelli 32’ Statuto 81’ | Marcatori |  |

| Arbitro: | Ceccarini (Livorno) |

|  |           |                |
|  | Marcatori | 30’ S. Inzaghi |

| Arbitro: | Bettin (Padova) |

|                |           |                  |
| Vierchowod 53’ | Marcatori | 64’ (rig.) Fresi |

### Coppa Italia
| Arbitro: | De Santis (Tivoli) |

|               |           |                             |
| Margiotta 89’ | Marcatori | 50’ Rastelli 55’ Rizzitelli |

| Arbitro: | Guiducci (Arezzo) |

|                          |           |                                       |
| Dionigi 37’ Stroppa 111’ | Marcatori | 17’ Conticchio 76’ Greco 104’ Ferrari |

## Statistiche

### Statistiche di squadra
| Competizione | Punti | Totale | Totale | Totale | Totale | Totale | Totale | DR |
| Competizione | Punti | G      | V      | N      | P      | Gf     | Gs     | DR |
| ------------ | ----- | ------ | ------ | ------ | ------ | ------ | ------ | -- |
| Serie A      | 41    | 34     | 11     | 8      | 15     | 48     | 49     | -1 |
| Coppa Italia |       | 2      | 1      | 0      | 1      | 4      | 4      | 0  |
| Totale       |       | 36     | 12     | 8      | 16     | 52     | 53     | -1 |

### Statistiche dei giocatori
| Giocatore      | Serie A  | Serie A | Coppa Italia | Coppa Italia | Totale   | Totale |
| Giocatore      | Presenze | Reti    | Presenze     | Reti         | Presenze | Reti   |
| -------------- | -------- | ------- | ------------ | ------------ | -------- | ------ |
| R. Buso        | 29       | 2       | 2            | 0            | 31       | 2      |
| G. Caini       | 6        | 0       | 1            | 0            | 7        | 0      |
| P. Cristallini | 25       | 3       | 2            | 0            | 27       | 3      |
| D. Delli Carri | 20       | 0       | 2            | 0            | 22       | 0      |
| D. Dionigi     | 23       | 5       | 2            | 1            | 25       | 6      |
| V. Fiori       | 28       | -36     | 1            | -1           | 29       | -37    |
| S. Inzaghi     | 30       | 15      | 0            | 0            | 30       | 15     |
| G. Lamacchi    | 24       | 1       | 1            | 0            | 25       | 1      |
| A. Lucarelli   | 21       | 0       | 1            | 0            | 22       | 0      |
| G. Manighetti  | 33       | 1       | 2            | 0            | 35       | 1      |
| S. Marcon      | 8        | -13     | 1            | -3           | 9        | -16    |
| A. Mazzola     | 31       | 1       | 1            | 0            | 32       | 1      |
| D. Moretti     | 0        | 0       | 1            | 0            | 1        | 0      |
| G. Piovani     | 27       | 5       | 1            | 0            | 28       | 5      |
| C. Polonia     | 30       | 1       | 2            | 0            | 32       | 1      |
| M. Rastelli    | 31       | 5       | 2            | 1            | 33       | 6      |
| R. Rizzitelli  | 12       | 0       | 2            | 1            | 14       | 1      |
| S. Sacchetti   | 21       | 0       | 1            | 0            | 22       | 0      |
| A. Speranza    | 2        | 0       | 0            | 0            | 2        | 0      |
| F. Statuto     | 12       | 1       | -            | -            | 12       | 1      |
| G. Stroppa     | 30       | 2       | 2            | 1            | 32       | 3      |
| P. Vierchowod  | 28       | 4       | 1            | 0            | 29       | 4      |